# Сверак, Зденек
Зденек Сверак (чеш. Zdeněk Svěrák; род. 28 марта 1936, Прага, Чехословакия) — чешский актёр, юморист и сценарист.

## Биография
Родился в Праге, изучал педагогику в Карловом университете. В 1989 году был в жюри 39-го Берлинского кинофестиваля.
Был сценаристом таких фильмов, как «Коля» и «Начальная школа», где режиссёром в обоих был его сын Ян Сверак. Со своим близким другом Ладиславом Смоляком придумал популярного вымышленного персонажа (универсального гения, изобретателя, спортсмена, криминалиста, поэта, писателя и философа) Яру Цимрмана, который в 2005 году победил в голосовании Největší Čech, но был дисквалифицирован по причине своей фиктивности.
Сверак также является актёром, снимаясь в собственных комедиях. Возможно, одной из наиболее известных первых комедий Сверака можно назвать «Вычисленное счастье» (1974). В 1967 вышла комедия «Маречек, подайте мне ручку!», написанная им в соавторстве со Смоляком; в фильме они оба снялись во второстепенных ролях. Многие фразы из этого фильма стали популярны, как в Чехии, так и в Словакии, а сам фильм пользуется большой популярностью у студентов и преподавателей всех возрастов.
Международная известность пришла к Зденеку в 1985 году, когда вышел фильм «Деревенька моя центральная». Сверак сам написал сценарий и снялся во второстепенной роли. Фильм в 1987 году был номинирован на Оскар как лучший иностранный фильм. Следующая номинация на Оскар была в 1992 году за фильм «Начальная школа», в котором показана школа маленького городка в послевоенный период. Зденек Сверак сыграл в фильме одну из главных ролей. В конце концов, в 1997 году его фильм «Коля», действие которого происходит на фоне краха коммунистических режимов в Восточной Европе в 1989 году, выиграл «Оскар» как лучший иностранный фильм, а также был номинирован на премию BAFTA.

## Избранная фильмография
- 1966 — Жаворонки на нитке / Skřivánci na niti — актёр
- 1970 — Пан, вы вдова / Pane, vy jste vdova! — актёр
- 1974 — Вычисленное счастье / Jáchyme, hoď ho do stroje! — соавтор сценария, актёр
- 1976 — На хуторе у леса / Na samotě u lesa — соавтор сценария, актёр
- 1976 — Маречек, подайте мне ручку! / Marečku, podejte mi pero! — соавтор сценария, актёр
- 1976 — Да здравствуют духи! / Ať žijí duchové! — соавтор сценария
- 1979 — Бронтозавр / Brontosaurus — актёр
- 1981 — Беги, официант, беги! / Vrchní, prchni! — автор сценария, актёр
- 1981 — Стихийное бедствие / Kalamita — актёр
- 1982 — Сердечный привет с земного шара / Srdečný pozdrav ze zeměkoule — актёр
- 1983 — Яра Цимрман лежащий, спящий / Jára Cimrman ležící, spící — соавтор сценария, актёр
- 1983 — Праздник подснежников / Slavnosti sněženek — актёр
- 1983 — Свадебное путешествие в Илью / Svatební cesta do Jiljí — актёр
- 1984 — Три ветерана / Tři veteráni — автор сценария
- 1985 — Деревенька моя центральная / Vesničko má středisková — автор сценария, актёр
- 1991 — Начальная школа / Obecná škola — автор сценария, актёр
- 1994 — Жизнь и необычайные приключения солдата Ивана Чонкина / Život a neobyčejná dobrodružství vojáka Ivana Čonkina — автор сценария
- 1994 — Аккумулятор 1 / Akumulátor 1 — автор сценария, актёр
- 1996 — Коля / Kolja — автор сценария, актёр
- 1997 — Разбойник и принцесса / Lotrando a Zubejda — автор сценария
- 2001 — Зияющая синева / Tmavomodrý svět — автор сценария
- 2007 — Пустая тара / Vratné lahve — автор сценария, актёр
- 2010 — Возвращение Куки / Kuky se vrací — актёр